# Wirtschaft Kölns

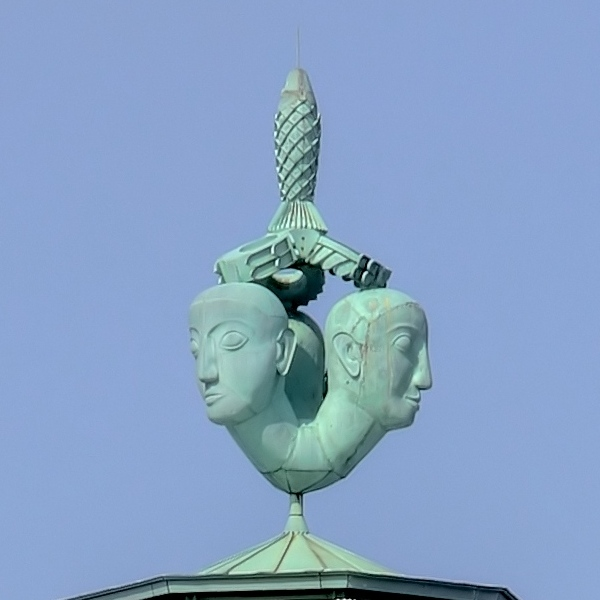
Handel, Industrie, Kultur: Skulptur auf dem Kölner Messeturm

Köln ist einer der bedeutenden Wirtschaftsstandorte Deutschlands. Die Anbindung an den Rhein, die verkehrsgünstige Lage (Autobahnknoten, Eisenbahnknoten), die Nähe zum Ruhrgebiet und den Benelux-Staaten bestimmen seit jeher den wirtschaftlichen Charakter Kölns, der durch eine starke Diversifizierung vieler Branchen gekennzeichnet ist.

## Historische Wirtschaftszweige

### Antike Wirtschaftsmetropole
In römischer Zeit entwickelte sich die Siedlung, die im Jahre 50 zur römischen Kolonie Colonia Claudia Ara Agrippinensium erhoben wurde, zu einer antiken Wirtschaftsmetropole. Dazu schuf die verkehrsgünstige Lage am Rhein die wesentliche Voraussetzung; gleichzeitig trafen sich hier die wichtigen Fernstraßen Niedergermaniens. Der florierende Handel – u. a. Salz, Holz und landwirtschaftliche Erzeugnisse – in der CCAA begann schon im 1. Jahrhundert die Provinz zu prägen. Gleichzeitig entwickelte sich das Transportgewerbe zu einem bedeutenden Wirtschaftszweig.
Das Glasmacherhandwerk profitierte von den in der Nähe gefundenen reinen Quarzsanden, so dass sich die CCAA zum Zentrum der Glasherstellung in Niedergermanien entwickelte; nur wenig davon wurde allerdings in ferne Regionen exportiert. Die Frankeneinfälle und die fränkischen Eroberung Kölns im Jahre 455, mit denen der römische Einfluss in der Region stetig zurückgedrängt wurde, scheinen die ökonomische Entwicklung im Übergang von der Spätantike zum Frühmittelalter gedämpft zu haben.

### Stadt des Fernhandels und der Hanse
Um das Jahr 1000 darf Köln als einer der bedeutendsten Marktorte des Reiches bezeichnet werden, der ein ausgreifendes Netz von Fernhandelsbeziehungen entwickelt hatte. Der wichtigste Ort des Kölner Fernhandels war London, wo die Kaufleute eine Kölner Hanse gründeten und eine Gildhalle bezogen, die ab 1167 vom Englischen König privilegiert war. Darüber hinaus unterhielten die Kölner sehr intensive Handelsbeziehungen nach Flandern und rege Beziehungen nach Italien. Diese rheinische Verkehrslinie hatte sich schon in der Römerzeit entwickelt und führte den Warenverkehr bis Basel über den Rhein.
Das Verhältnis Kölns zur Lübecker Hanse war durch opportunistische Kooperation gekennzeichnet. Der Stalhof, das Londoner Hansekontor, wurde zu mehr als zwei Dritteln von Kölner Kaufleuten dominiert; die Privilegien galten aber für alle Hanse-Kaufleute. Als sich die Kaufmannshanse zur Städtehanse entwickelte, agierte Köln unbestritten als Vorort für die westfälischen und niederrheinischen Hansestädte, dem sogenannten Kölner Drittel. 
Dennoch nahm Köln bis 1383 nicht an den Hansetagen teil. Zwar wurde auf dem Hansetag 1367 in Köln eine Kriegskoalition gegen den Dänenkönig Waldemar beschlossen; Köln selbst trat der Kölner Konföderation aber nicht bei. Zwischen 1471 und 1476 wurde Köln sogar aus der Hanse ausgeschlossen, weil die Stadt ihre besonderen Privilegien im Englandhandel nicht während des Handelskonflikts zwischen England und der Hanse ruhen lassen wollte.
Erst im 16. Jahrhundert, als sich bereits abzeichnete, dass die Hanse gegenüber Süddeutschen Händlern ins Hintertreffen geriet, engagierte sich Köln stärker in den Strukturen der Hanse. So wurde 1556 der Kölner Heinrich Sudermann zum Syndikus der Hanse bestellt, die damit erstmals einen eigenen Sprecher und Repräsentanten bestellte. Allerdings gelang es Sudermann nicht, den Niedergang der für den Kölner Handel besonders wichtigen Hansekontore in London und Flandern aufzuhalten. Weil der Seezugang Brügges versandete, musste Sudermann sich um die Verlagerung des Kontors nach Antwerpen kümmern, das 1591 der Aufsicht Kölns unterstellt wurde.
Die Kölner Kaufleute profitierten vom sogenannten Stapelrecht. Es wurde ab dem 12. Jahrhundert bis ins 19. Jahrhundert ausgeübt und schrieb vor, dass alle über Köln gehandelten und auf dem Rhein transportierten Waren drei Tage in der Stadt gestapelt und zum Kauf angeboten werden mussten. Dies gab den Kölnern ein Vorkaufsrecht. Die Praxis wurde begünstigt, weil die Schiffsladungen auf der Höhe Kölns ohnehin auf einen anderen Schiffstyp umgeladen werden mussten.
Zu den wichtigsten Kölner Handelsgütern gehörte der Wein; Köln galt als das Weinhaus der Hanse. Im 14. Jahrhundert war Köln nach Bordeaux der bedeutendste Weinumschlagplatz Europas. Zudem entwickelte sich Köln zum Zentrum des Rheinischen Fischhandels. Im 1420 errichteten Fischkaufhaus wurden die Heringe nicht nur gestapelt, sondern auch in neuer Pökellauge neu gepackt. Der Kölner Brand, das von städtischen Beamten genutzte Brandzeichen, mit dem die geprüften Fässer gezeichnet wurden, entwickelte sich zum überregionale Qualitätssiegel für Heringe.
Ein weiterer Schwerpunkt im Kölner Handelsgeschäft war der Metallhandel. Die Kölner organisierten vor allem die Warenströme für Eisen, erarbeiteten sich eine führende und in der zweiten Hälfte des 15. Jahrhunderts sogar eine Monopolstellung beim Handel mit märkischem Stahl, etablierten sich als Europäisches Verteilzentrum für englisches Zinn und wurden zur Drehscheibe für Blei aus der Nordeifel.
In Köln lebten rund 40.000 Einwohner, von denen viele in produzierenden Gewerben tätig waren. Sie waren dazu in Zünften organisiert, die wiederum in den sogenannten Gaffeln gruppiert waren. Mit Abstand war das Textilgewerbe das bedeutendste; davon lebten 6.000 bis 8.000 Menschen. Im Spätmittelalter hatte sich Köln zu einem führenden Textilzentrum in Nordwesteuropa entwickelt. Der Verbundbrief von 1396, der als Stadtverfassung die Machtordnung festlegte, gestand der mit dem Textilgewerbe verbundenen Gaffel mehr Ratsherren zu als jeder anderen. 
Die Weberei von Wollstoffen entwickelte sich zu einem erfolgreichen Exportgewerbe, das seine Tuche schon im 12. Jahrhundert bis nach Venedig lieferte. Später wurde der Donauraum, Prag und Ungarn als Handelsmärkte erschlossen. Einzigartig im Deutschen Zunftwesen blieb die Tatsache, dass sich die Kölner Wollweber ihre Exportmärkte vorwiegend selbst erschlossen und dies nicht Kaufleuten überließen.
Im Verlauf des 13. Jahrhunderts nahm die Seidenproduktion einen schnellen Aufschwung, so dass das Seidenhandwerk um 1500 auch die Wollweberei als führendes Gewerk verdrängte. Als einziger deutscher Stadt gelang es Köln, ein florierendes Seidengewerbe zu entwickeln und dieses über Jahrhunderte zu erhalten. Kölner Seide war in ganz Europa gefragt. Das Seidenhandwerk war fast vollständig in weiblicher Hand. 1437 wurde für die Seidenmacherinnen eine Frauenzunft gegründet, die es ansonsten nur noch in Paris gab.
Ein zweiter Schwerpunkt des vorindustriellen Gewerbes in Köln war die Metallverarbeitung. Das Eisen verarbeitende Gewerbe Kölns verdankte sein Ansehen vor allem der Waffenherstellung. Neben Nürnberg und Braunschweig hatte Köln einen Status als Rüstungshauptstadt erlangt, die für Herstellung und Export von Schwertern, Harnischen, Panzern und Eisenhandschuhen bekannt war. Kölner Kaufleute beherrschten beispielsweise bis ins späte 16. Jahrhundert den Englandhandel mit Rüstungsgütern. Im 17. Jahrhundert war Köln auch für die Herstellung von Feuerwaffen bekannt und entwickelte eine gefragte Kanonengießerei.
Der mittelalterliche Handel setzte eine funktionierende Versorgung mit Kredit voraus. Daher entwickelte sich in Köln parallel zum Handel eine Kreditwirtschaft, die überregional tätige Bankunternehmungen hervorbrachte. Köln profitierte dabei von der Nähe zum Finanzzentrum Brügge. Spätestens im 15. Jahrhundert wurde der Giroverkehr in Köln gebräuchlich. 1553 wurde eine Kölner Börse eingerichtet, die – nach den Börsen in Augsburg und Nürnberg – zu den ältesten in Europa gehörte.
Die überregionale Bedeutung Kölns als Handelsstadt spiegelt sich auch darin, dass die Kölner Mark im Jahre 1524 von Kaiser Karl V. offiziell zum Reichsmünzgewicht bestimmt wurde. Der Kölner Pfennig, von dem 160 aus einer Kölner Mark geschlagen wurden, war eine Standardwährung des Hohen Mittelalters.

### Verkrustung in mittelalterlicher Struktur
Bis zum 16. Jahrhundert war Köln die größte Deutsche Handelsstadt, wurde dann von Nürnberg überholt und geriet zunehmend ins Hintertreffen. Obwohl die Lage am Rhein mit seinem von Basel bis zum Scheldegebiet reichenden Einzugsgebiet weiterhin Handel ermöglichte, wurden die Geschäftsverbindungen der Kölner Kaufleute zunehmend beschnitten. Als katholische Stadt rückte Köln in der protestantisch geprägten Hanse in eine Außenseitenposition. 
Die insbesondere für Köln wesentliche Handelsprivilegien in England gingen im 16. Jahrhundert verloren; der Londoner Stalhof wurde 1598 beschlagnahmt. Auch die Verlagerung des niederländischen Handels von Brügge nach Antwerpen gelang nicht im gleichen Umfang. Das Antwerpener Hanse-Kontor wurde 1591 der Kölner Aufsicht unterstellt; zwei Jahre später wurde es de facto aufgelöst.
Vom Dreißigjährigen Krieg (1618–1648) allerdings konnte Köln wirtschaftlich profitieren. Die gut befestigte Stadt galt als uneinnehmbar und konnte daher eine zentrale Rolle für die Kriegswirtschaft in Europa einnehmen, die mit allen Krieg führenden Parteien lukrativen Handel trieb. Köln wurde Umschlagsplatz für alle kriegswichtigen Güter mit Verbindungen zu den kaiserlichen, den dänischen, den schwedischen und den portugiesischen Truppen und selbst ein Kriegsunternehmer wie Wallenstein aus Böhmen hat seine Geschäfte über Köln abgewickelt. Dies stärkte auch die Stellung Kölns als Finanzzentrum.
Im folgenden Jahrhundert erwies sich die Kölner Stadtverfassung, die den Zünften über die Gaffeln einen beherrschenden Einfluss zugestanden hatte, als innovationsfeindlich. Köln hielt es nicht für nötig eine Messe einzurichten, wie das Nürnberg oder Frankfurt am Main taten. Die doppelte Buchführung wurde in Süddeutschland zu einem Standard, der erst spät in Köln erreicht wurde. Vor allem aber war die unbedingte Orientierung auf den zünftigen Handwerksmeister geschäftsschädlich.
Das moderne Manufakturwesen wurde als Betriebsorganisation abgelehnt; vor allem im Textilgewerbe konnten sowohl die Aachener und Krefelder Manufaktur- und Verlagsbetriebe, auch die niederländische und englische Konkurrenz das Kölner Handwerk vom Markt verdrängen. Nachdem der Fernhandel verloren war, blieb nur noch der Speditionshandel. Zusätzlich zeigte sich Köln intolerant katholisch und zwang die oft innovativen und erfolgreichen protestantischen Unternehmer, in das rechtsrheinische Mülheim auszuweichen.
Mit der 1794 nach Napoleonischer Eroberung eingeführten französischen Herrschaft gelang es zwar, die inzwischen überholte Stadtverfassung von 1396 abzuschaffen, die zünftige Verkrustung zu sprengen und Gewerbefreiheit einzuführen. Die napoleonische Gesetzgebung erzwang eine Gleichstellung von Protestanten und (zumindest teilweise) auch von Juden. Gleichzeitig aber wurde Köln, das nun als Grenzstadt Teil Frankreichs geworden war, von seinen angestammten Handelspartnern abgeschnitten. Nur im Handel mit Frankreich, Italien und der Schweiz waren noch Gewinne zu machen. Insgesamt aber beendete die französische Besetzung das lange kölnische Mittelalter und gab einem radikalen Wandel der lokalen Wirtschaft Raum.

### Wachstum durch Industrialisierung
Nachdem Köln 1815 dem preußischen Königtum zugeschlagen worden war, konnte sich die Stadt wirtschaftlich neu entfalten. Die Bevölkerung wuchs innerhalb der mittelalterlichen Stadtmauern schnell und verdoppelte sich auf rund 100.000 Einwohner bis zum Jahr 1850. Gleichzeitig wurde in diesen Jahrzehnten zahlreiche Unternehmen in unterschiedlichen Branchen neu gegründet, so dass sich eine hoch diversifizierte Wirtschaftsstruktur entwickeln konnte, die bis heute für Köln bestimmend geblieben ist. Die Dampfmaschine revolutionierte die Transportsysteme. 1825 wurde die Preußisch-Rheinische-Dampfschifffahrts-Gesellschaft gegründet, die sich durch Übernahmen bis 1853 zur Köln-Düsseldorfer weiterentwickelte. 
Durch frühzeitige Investitionen in die damals moderne Eisenbahntechnik konnte sich Köln bis 1859 als Eisenbahnknoten im Westen etablieren. In diesem Jahr verknüpfte die erste feste Rheinbrücke seit der Römerzeit, die von den Kölnern als Mausefalle bezeichnet wurde, das Schienennetz der Rheinischen Eisenbahn-Gesellschaft mit dem der Cöln-Mindener Eisenbahn-Gesellschaft und verband Köln damit sowohl mit den Wirtschaftszentren in Belgien als auch mit dem Ruhrgebiet. Die Bedeutung dieser Bahnstrecke wird daran deutlich, dass sie als Eisener Rhein bezeichnet wurde.

## Wirtschaftsstrukturdaten
Köln hat eine sehr diversifizierte Wirtschaftsstruktur, die schrumpfende Branchen ebenso wie Wachstumsbranchen beinhaltet. Der Beitrag aller Sektoren der Kölner Wirtschaft zum Gesamtumsatz im Land NRW macht die Stadt zu einer der deutschen Wirtschaftsmetropolen. Eine besondere Stellung nehmen traditionell der Automobilbau und die Energie- und Wasserversorgung ein, auch die Chemische Industrie, die Nahrungsmittelindustrie und das Verlagsgewerbe gehören zu den wesentlichen Sektoren. 
Insbesondere das Versicherungsgewerbe behauptete sich gegen den Bundestrend und stärkte so Kölns Position als eine der großen Versicherungsstandorte Deutschlands. Im Sektor Finanz- und Versicherungsdienstleistungen arbeiteten 6 % aller Beschäftigten, während 5,5 % im Sektor Information/Kommunikation beschäftigt waren (Stand 2010).
Köln besitzt im Vergleich zu anderen deutschen Großstädten in zwei von sechs Branchensegmenten 2015 die Spitzenposition: Mit rund 7.500 sozialversicherungspflichtig Beschäftigten liegt Köln im Bereich der Rundfunkveranstalter an erster Stelle. Mit rund 4.400 sozialversicherungspflichtig Beschäftigten belegt Köln auch im Bereich Telekommunikation den ersten Platz unter den Vergleichsstädten: Berlin (3.300 Beschäftigte) und Düsseldorf (3.200 Beschäftigte) folgen an zweiter und dritter Stelle.
2019 erbrachte Köln innerhalb der Stadtgrenzen ein Bruttoinlandsprodukt (BIP) von 66,372 Milliarden € und belegte damit Platz 5 innerhalb der Rangliste der deutschen Städte nach Wirtschaftsleistung. Das BIP pro Kopf lag im selben Jahr bei 61.063 € (Nordrhein-Westfalen: 39.995 €/ Deutschland 41.508 €). Das Veränderung gegenüber dem Vorjahr lag 2019 bei 1,6 %.
2010 arbeiteten der IHK Köln zufolge insgesamt in der Kölner Wirtschaftsregion 13,6 % aller sozialversicherungspflichtig Beschäftigten des Landes NRW. Mit 82,4 % dominiert dabei das Dienstleistungsgewerbe, der Rest entfällt auf das produzierende Gewerbe. Innerhalb des Dienstleistungssektors sind die meisten im Handel beschäftigt (15 %), gefolgt von Verkehr/Lagerhaltung mit 5,4 %. 
Gemessen an der Bruttowertschöpfung von 61 Milliarden Euro (Stand 2008) liegt der Dienstleistungssektor in Köln mit knapp 52 % Anteil an erster Stelle, gefolgt vom Finanzierungs- und Vermietungsgewerbe (23 %) und Handel/Gastgewerbe/Verkehr mit 13 %. Selbst der kleinste Sektor, das produzierende Gewerbe, erzielte in Köln mit 26,5 Milliarden Euro (Stand 2010) 8,8 % vom Gesamtumsatz dieses Sektors in NRW. Stark vertreten ist darin der Fahrzeugbau mit einem Umsatzanteil von 56 % in Köln. Die Wirtschaftsmetropole liegt mit einer Exportquote von 58 % deutlich über dem Durchschnitt des Landes NRW von 43 %.
Nach Zahlen der Bundesagentur für Arbeit zu den Berufstätigen wohnt etwa die Hälfte der in Köln Beschäftigten außerhalb der Stadtgrenzen. 2019 pendelten rund 280.000 Menschen berufsbedingt von außerhalb nach Köln. In die entgegengesetzte Richtung von Köln in eine andere Gemeinde pendelten mit rund 130.000 Beschäftigten etwa halb so viele Menschen. Seit dem Jahr 2000 ist die Zahl der Einpendelnden um rund 40 Prozent gestiegen. Allerdings ist die Zahl der Auspendelnden in den letzten 20 Jahren mit einer Steigerung von rund 70 Prozent relativ gesehen deutlich stärker angewachsen.
Die Arbeitslosenquote lag im Dezember 2019 bei 7,6 % und damit leicht über dem Durchschnitt von Nordrhein-Westfalen mit 6,7 %.

### Unternehmensgrößen
Zu den größten Arbeitgebern der Stadt Köln gehören nach Angaben der IHK die Ford-Werke (14.000 Beschäftigte), die Stadtwerke Köln (12.400 Beschäftigte) und die Rewe Group (10.600 Beschäftigte). In der Wirtschaftsregion Köln, die neben der Stadt Köln auch die Stadt Leverkusen sowie die drei Landkreise Oberbergischer Kreis, Rheinisch-Bergischer Kreis und Rhein-Erft-Kreis umfasst, zählt auch Bayer (12.700 Beschäftigte) dazu.
Unter den größten Arbeitgebern der Stadt Köln mit mehr als 2.000 Beschäftigten befinden sich zwei Unternehmen aus dem Fahrzeugbau (Ford-Werke, Deutz), zwei Handelsunternehmen (Rewe, Galeria Kaufhof), vier Versicherungsgesellschaften (Axa, Gothaer, Talanx, Generali), drei Transportunternehmen (KVB, Lufthansa, UPS), zwei Energieversorger (RWE Power, Rheinenergie), zwei Medienunternehmen (WDR, RTL Group), zwei Banken (Sparkasse KölnBonn und Kreissparkasse Köln), zwei Chemie-Unternehmen (Lanxess, Ineos Köln) sowie der TÜV Rheinland und die Kliniken der Stadt Köln.

## Handel
Köln ist eine alte Handelsstadt. Diese Tradition wird heute von folgenden Unternehmen fortgeführt, die ihren Sitz in Köln haben:

### Einzelhandel
- REWE Group (z. B. REWE, toom Markt, toom BauMarkt, Penny)
- Galeria Kaufhof (seit 2015 im Besitz der Hudson’s Bay Company, rd. 4.000 Mitarbeiter in Köln)
- Toys “R” Us Zentraleuropa
- Saturn-Hansa (seit 1990 Teil der Media Saturn Holding)
- Stüssgen, gilt als Erfinder des Selbstbedienungsmarktes im Lebensmitteleinzelhandel (1952), (seit 2006 Teil der REWE)

### Großhandel
- Handelshof
- Otto-Wolff (bis 1990 selbständig; seitdem Tochtergesellschaft der ThyssenKrupp AG)

### Automobilhandel
Die folgenden Automobilhandelsunternehmen haben ihre deutschen Zentralen in der Region Köln:
- Ford of Europe, Werk und Europasitz von Ford
- Groupe PSA mit Citroën, Peugeot und DS Automobiles
- Toyota, Toyota Motorsport, Lexus
- Volvo
- Renault, Dacia in Brühl (direkt an der Kölner Stadtgrenze)
- Nissan in Brühl (direkt an der Kölner Stadtgrenze)
- Mazda in Leverkusen (Kölner Stadtgrenze am Rhein)
- Ducati, Motorradhersteller

## Chemie / Pharma

### Parfum / Kosmetik / Pharma

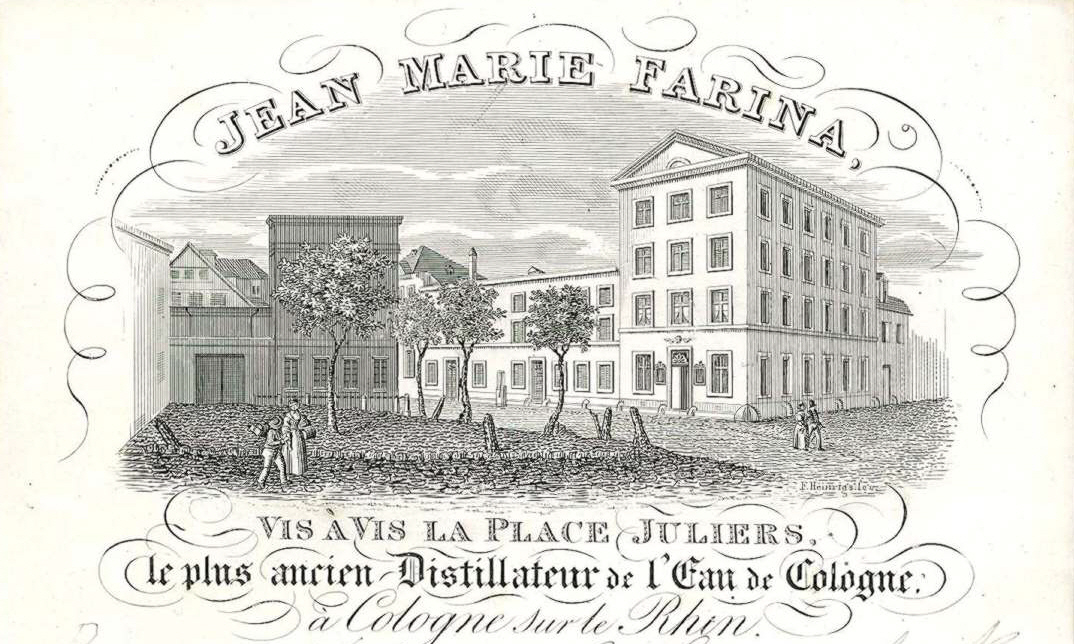
J. M. Farina, gegründet 1709

Seit 1709 besteht Farina gegenüber, das älteste noch existierende Unternehmen Kölns. Seinem Gründer Johann Maria Farina (1685–1766) verdankt Köln sein bekanntestes Produkt Eau de Cologne. Im 19. Jahrhundert wurde daraus die deutsche Bezeichnung Kölnisch Wasser.
Farina gegenüber mit der roten Tulpe und Mäurer+Wirtz mit der Marke 4711 sind heute die beiden Produzenten des Kölnisch Wassers in Köln, welches im Ausland als Original Eau de Cologne das bekannteste Produkt Kölns ist.
- 4711 Cologne GmbH im Besitz der Mäurer & Wirtz GmbH
- Johann Maria Farina gegenüber dem Jülichs-Platz GmbH seit 1709, Eau de Cologne & Parfümerie Fabrik
- Procter & Gamble Prestige Products GmbH
- Klosterfrau

### Chemische Industrie
Ein wichtiger Motor der nordrhein-westfälischen Wirtschaft ist die chemische Industrie. Die chemische Industrie in Köln und im Kölner Umland hat sich größtenteils schon im 19. Jahrhundert entwickelt. Nach dem Zweiten Weltkrieg und dem damit verbundenen Wiederaufbau sowie in den Jahren des „Wirtschaftswunders“ wuchs der Industriezweig am stärksten. Heute ist Köln gewissermaßen die Hauptstadt der nordrhein-westfälischen Chemieindustrie. Knapp 12 Mrd. Euro Umsatz erzielte der Industriezweig auf dem Gebiet des IHK-Bezirks Köln.
Das sind mehr als 25 % des Gesamtumsatzes der chemischen Industrie in NRW und 8 % des gesamtdeutschen Chemieumsatzes. Rheinaufwärts befindet sich auf der Stadtgrenze zu Wesseling die Rheinland Raffinerie von Shell, die die größte in ganz Deutschland ist. Darüber hinaus haben zahlreiche global agierende Unternehmen einen Produktionsstandort im Kölner Chemiegürtel zwischen Leverkusen und dem Rhein-Erftkreis. Die bekanntesten sind Akzo Nobel, Bayer CropScience, Braskem, CABB, Clariant, Covestro, Dralon, Evonik Industries AG, Ineos Köln, Lanxess und Novasep.
Viele dieser Unternehmen sind in einem der Chemieparks des Kölner Chemiegürtels ansässig. So stehen in den Chemparks in Leverkusen und Dormagen, dem Chemiepark Knapsack, dem Chemiepark Köln-Merkenich und dem Evonik-Standort in Lülsdorf noch Freiflächen zur Verfügung, wo sich weitere Unternehmen ansiedeln können. Diese Chemieparks prägen nun das Bild. Die Initiative ChemCologne ist das Netzwerk der chemischen Industrie in Köln und vermarktet die Region als starken Investitionsstandort. Die Chemische Fabrik Kalk musste 1993 ihre Produktion einstellen.

### Biotechnologie und Life-Science
Die BioRegio Rheinland mit dem Zentrum Köln hat sich als eine der führenden Biotech- und Life-Science-Regionen in Europa positioniert. Köln verfügt über eine ausgeprägte und hochwertige Forschungs- und Hochschullandschaft in der medizinischen und der biotechnologischen Forschung. Mit mehr als 20 Unternehmen alleine in der Biotechnologiebranche im Stadtgebiet und mehr als 40 in der Region steht Köln exemplarisch für die erfolgreiche Entwicklung einer jungen Branche. Anknüpfungspunkte existieren zur nahegelegenen Pharma- und Chemieindustrie des sogenannten „Kölner Chemiegürtels“.
Besondere Standorte sind:
- BioCampusCologne
- Technologiepark Köln-Braunsfeld
- Rechtsrheinisches Technologie- und Gründerzentrum Köln (RTZ)
- BioFactory Cologne auf dem HagenCampus
- Pharmazentrum Köln
- Cell-Center Cologne

## Industrie

### Fahrzeugbau
Die Automobilindustrie hat eine lange Tradition in Köln. Bereits in den Anfängen hatten Automobilhersteller hier ihre Unternehmen oder deutsche Niederlassung. Genau genommen lässt sich die Automobilgeschichte gar nicht ohne die Stadt Köln schreiben, da hier die erste reine Motorenfabrik der Welt entstand, die N. A. Otto Cie., die der Entwickler des Otto-Motors Nikolaus Otto gemeinsam mit Eugen Langen 1864 gründete. Die beiden holten sich Karl Maybach und Gottlieb Daimler als Mechaniker nach Köln. Später hieß das Unternehmen nach dem Ortsteil, in dem sie ansässig war, Gasmotorenfabrik Deutz, aus der 1938 die Klöckner-Humboldt-Deutz AG (KHD) hervorging. KHD gehörte mit seinen Lastwagen und Omnibussen der Marke Magirus-Deutz in den 1950er- bis 70er-Jahren zu den größten Nutzfahrzeugherstellern Deutschlands. Die Westwaggon, ein ebenfalls in Deutz angesiedeltes Unternehmen, wurde 1959 von KHD übernommen. Aus KHD entstand später die heutige Deutz AG.
Weiter gründete zum Beispiel August Horch 1899 in Köln-Ehrenfeld die Firma Horch (A. Horch & Cie.), in der 1901 das erste Serienfahrzeug die Fabrik verließ. Später entwickelte sich daraus mit Zwischenstationen die Firma Audi.
Es befanden sich rund 25 Motorradbauer und Dreiradhersteller sowie über 20 Personenwagenhersteller nebst Lastkraftwagen- und Omnibusfabriken in Köln. Sie versuchten, die Straßen mit Elektro-Benzinantrieb oder mit kombinierten Hybridantrieben zu erobern. Weitere bekannte Pioniere waren Ettore Bugatti (Mülheim), Bernhard und Heinrich Scheele (Bickendorf), Wilhelm Karmann (Melaten) und Ernst Heinrich Geist. Arthur Delfosse war nicht nur Automobilpionier, sondern auch Pionier im Flugzeugwesen und im Industriebereich. Er gründete in Köln-Riehl die erste Flugmotorenfabrik in Deutschland, 1919 folgte die Gründung der Kölner Industrie-Werke und der Kauf des Geländes der Helios AG in Köln-Ehrenfeld für die Produktion von Elektromotoren und Werkzeugmaschinen.
Die Citroën Automobil AG wurde im Januar 1927 in das Handelsregister der Stadt Köln eingetragen und begann in einem Werk in Poll mit der Montage von Autos. Ab 1935 begann durch Handelsbeschränkungen der Nazizeit der Niedergang, ab 1936 bestand nur ein Reparaturwerk, das 1939 als „Feindvermögen“ beschlagnahmt wurde. Das Werk wurde 1944 im Zweiten Weltkrieg zerstört. Ab 1950 startete Citroën zunächst mit einer Verkaufsgesellschaft im Maison Belge; über Gelände an der Sülzburgstraße und Aachener Straße konnte es sich 1959 im Tausch gegen das Gelände in Poll in Porz-Westhoven ansiedeln, das 1975 von Köln eingemeindet wurde. Bis heute ist hier die deutsche Zentrale.
Der größte Arbeitgeber in Köln ist die Ford of Europe GmbH. 1931 verlagerte sie ihren Sitz von Berlin nach Köln, wo sie in Köln-Niehl ein neues Werk unmittelbar am Rhein errichtet hatte. Dieses wurde nach dem Krieg kontinuierlich ausgebaut. Hier ist heute Sitz der Europa-Zentrale. Mit etwa 14.000 Mitarbeitern ist Ford der größte Arbeitgeber der Stadt und ein bedeutender Wirtschaftsfaktor. Neben verschiedenen Werken in Köln-Niehl ist hier auch die Entwicklung eines der großen europäischen Ersatzteillager in Köln-Merkenich beheimatet.
1954 verlagerte Renault seine Deutschlandzentrale nach Köln, von wo die Firma 1962 an die Kölner Stadtgrenze nach Brühl umzog. Seit Oktober 1970 befindet sich die Toyota-Vertrieb Gesellschaft (später Toyota Deutschland GmbH) in Köln-Marsdorf. Neben der Zentrale war hier bis Ende 2009 auch der Formel-1-Rennstall Toyota Racing beheimatet. Der Bereich wird fortgeführt von der Toyota Motorsport GmbH (TMG) als ein auf Hochtechnologie spezialisiertes Test- und Entwicklungsunternehmen.

### Maschinenbau
Der Maschinenbau ist nach der chemischen Industrie und dem Fahrzeugbau die umsatzstärkste Säule im Wirtschaftsraum Köln. Dieser Wirtschaftszweig hatte 2022 im Bezirk der Industrie- und Handelskammer Köln rund 17.000 Beschäftigte in über 100 Betrieben und erzielte einen Jahresumsatz von mehr als 3,2 Milliarden Euro.
Seit 1876, als der Otto-Motor in Köln erfunden wurde und sich daraus u. a. die Deutz AG entwickelte, ist Köln Sitz bedeutender Maschinenbauunternehmen. In einigen Bereichen weltweit führend ist die Alfred H. Schütte GmbH & Co KG mit Sitz in Köln-Poll als Hersteller von Werkzeugmaschinen. Die Produkte werden über Tochtergesellschaften und Vertriebspartner weltweit angeboten. In Deutschland vertreibt die Firma auch Produkte ausländischer Werkzeugmaschinenhersteller.
Die Kölnische Maschinenbau AG in Bayenthal wurde im Februar 1856 als erste Aktiengesellschaft des rheinischen Maschinenbaus gegründet. Sie baute u. a. die eiserne Dachkonstruktion für den Kölner Dom, die Flora und den Kölner Hauptbahnhof. Später stellte sie auch Gasbehälter her und wurde deshalb „Laternenfabrik“ genannt.
Über 15 Flugzeugkonstrukteure, Fabrikanten und Flugzeugmotorenbauer zog ab den 1930er-Jahren der ehemals größte Flugplatz Deutschlands nach Berlin, der Butzweilerhof, nach Köln an.
Weitere Unternehmen:
- Leybold GmbH
- NKT Holding
- Grupo Ormazabal Anlagentechnik GmbH, früher Drahtwerke Köln bzw. Felten & Guilleaume
- Atlas Copco Energas, zählt zu den weltweit führenden Unternehmen in der Kompressoren- und Turboexpander-Technologie
- Clouth Gummiwerke AG (bis 1997)
- Felten & Guilleaume (bis 2004)
- Helios (bis 1905)

## Medienwirtschaft
Zu Beginn der 1980er-Jahre setzte in Köln im Maschinenbauwesen und in der Chemie-Industrie eine Wirtschaftskrise ein. Die Arbeitslosigkeit stieg immer mehr an, weshalb die Stadt Köln auf medien- und technologieorientierte Unternehmen setzte. Köln besitzt mit über 30 % den höchsten Produktionsanteil am Fernsehprogramm in Deutschland, alleine der WDR beliefert die ARD mit einem Programmanteil von 21,25 %. Somit ist Köln in der Geschichte des Fernsehens Deutschlands bedeutendste Medienstadt.
So etablierten sich Zentren wie der MediaPark, das Coloneum und die TV-Studios an der Stadtgrenze zu Hürth. Im Bereich Ausbildung in Medien gibt es die Kölner Journalistenschule, die RTL Journalistenschule für TV und Multimedia und eine Außenstelle der Hochschule Fresenius.

### Buchverlage
In Köln ansässige Buchverlage sind Kiepenheuer & Witsch, Bastei Lübbe und VUB Printmedia.

### Printmedien
Auflagenstärkste Kölner Tageszeitungen sind der überregional bekannte Kölner Stadt-Anzeiger (321.000 Exemplare) und die Kölnische Rundschau (148.000), beide herausgegeben von der Unternehmensgruppe M. DuMont Schauberg. Mit einer Auflage von 181.000 Exemplaren ist der aus demselben Verlag stammende Kölner Express die auflagenstärkste Boulevardzeitung der Stadt, gefolgt von Bild Köln mit 58.000. Tägliche Kölner Lokalteile finden sich zudem in der taz und in WELT kompakt. Die StadtRevue und die Kölner Illustrierte sind Monatszeitschriften mit Lifestyle- und Kulturinhalten, die Intro war eine kostenlose, werbefinanzierte Musikzeitschrift.

### Rundfunk

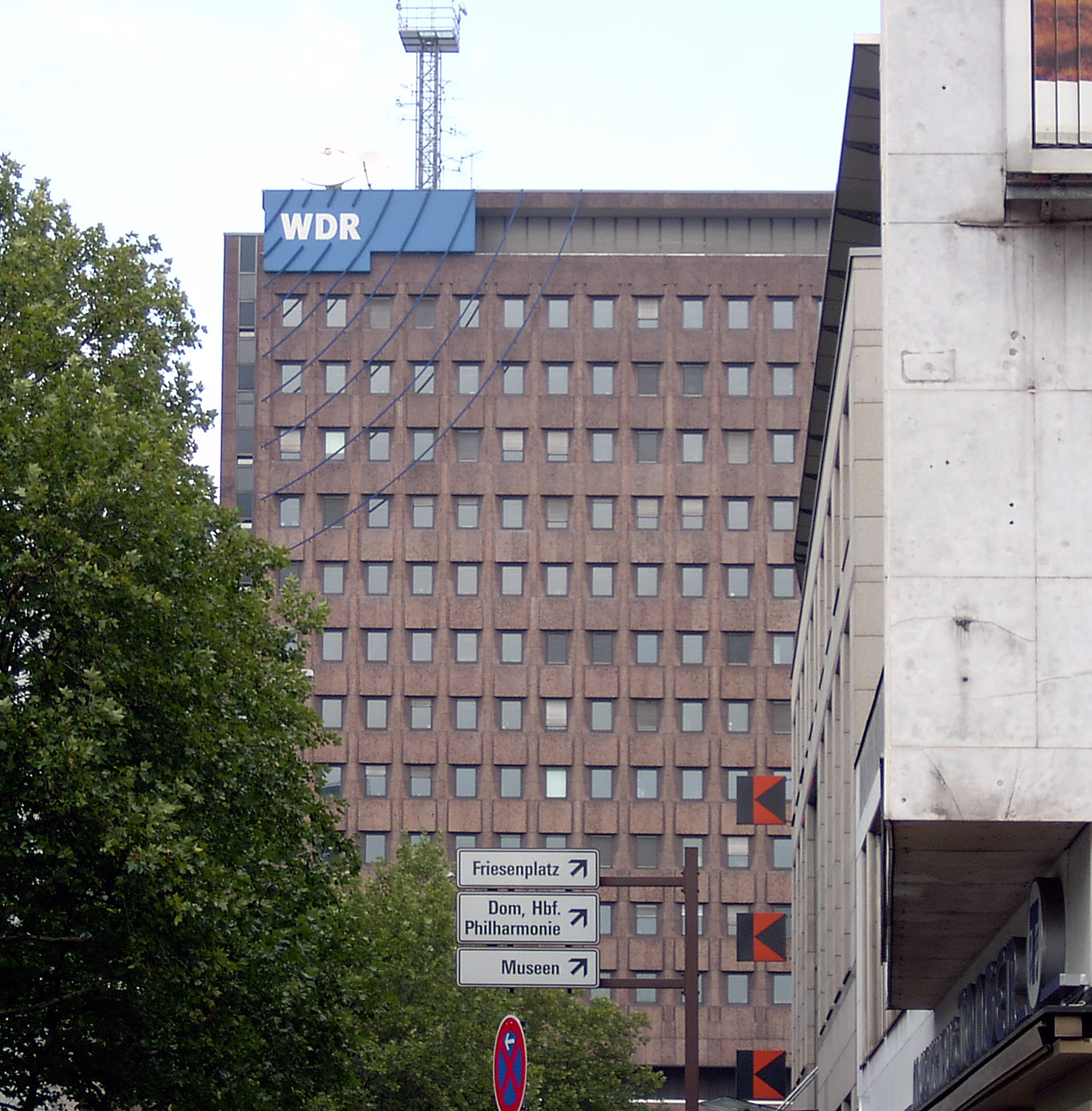
Archivgebäude des WDR in Köln

#### Hörfunk
Der Westdeutsche Rundfunk (WDR) hat seit 1926 seinen Sitz in Köln. Er nannte sich zuerst Westdeutsche Funkstunde AG (Wefag) und wurde am 15. September 1924 in Münster gegründet, benannte sich aber dann in „Westdeutsche Rundfunk AG“ (WERAG) um. Seine Hörfunk- und Fernsehstudios befinden sich an mehreren Orten im Stadtgebiet. Der WDR sendet von Köln aus seine Hörfunkprogramme wie das Jugendradio Eins Live. Mit über 3.700 Beschäftigten ist er das größte Medien- und Rundfunkunternehmen der Stadt und die größte Rundfunkanstalt Deutschlands, größer als das ZDF.
Das Deutschlandradio produziert im Funkhaus die bundesweiten Hörfunkprogramme Deutschlandfunk und DRadio Wissen. Der Lokalsender Radio Köln, ein Ableger von Radio NRW, ist mit einem Marktanteil von 20,6 % (Stand 2012) der Marktführer, gefolgt von Eins Live und WDR 2. Das Domradio vom Erzbistum Köln sendet ebenfalls aus Köln und die Privatsender bigFM und RPR 1 aus Rheinland-Pfalz betreiben Studios in der Stadt.

#### Fernsehen
Seit 1988 der private Fernsehsender RTL und seine später hinzugekommenen Töchter RTL II und Super RTL sowie der Nachrichtensender n-tv und VOX in Köln sind, sammeln sich Produktionsfirmen wie Brainpool, Bonito TV und Endemol Deutschland mit ihren Studios in Köln. Die Produktionsfirma Magic Media Company in Hürth gehört zu Europas größten TV- und Film-Produktionsgesellschaften und liegt an der Kölner Stadtgrenze. Auch weitere Produktionsgesellschaften wie Little Shark Entertainment und BBC Studios Germany haben sich hier angesiedelt.
So entstehen in Köln zahlreiche Fernsehserien wie ehemals die Lindenstraße (die aber in München spielte), Die Anrheiner, Unter uns, Verbotene Liebe und Alles was zählt. Bekannte Shows, die in Köln aufgezeichnet oder live gesendet werden, sind unter anderem Deutschland sucht den Superstar, Let’s Dance, stern TV, Wer wird Millionär?, Clever oder Schillerstraße. Auch die TV-Show von Big Brother wird in Köln-Ossendorf aufgezeichnet.
Neben diesen stationären Produktionsstandorten ist Köln auch einer der Drehorte für die Krimiserie Tatort mit ständig wechselnden Filmsets sowie für andere Serien. Köln besitzt mit über 30 % den höchsten Produktionsanteil am Fernsehprogramm in Deutschland, alleine der WDR beliefert die ARD mit einem Programmanteil von 21,25 %. Köln ist damit Deutschlands bedeutendste Medienstadt.
Die Infrastruktur mit Medienzulieferern und der großen Anzahl freiberuflicher Medienschaffender und die Kölner Kulturszene, zogen auch 1993 VIVA (seit 1995 mit VIVA PLUS, damals noch VIVA ZWEI) an den Standort Köln. Mittlerweile hat VIVA den Besitzer gewechselt und wird stark umstrukturiert in Berlin weitergeführt. Die Fernsehproduktionsfirma AZ Media TV, die für RTL die trend-Magazine produziert, sitzt ebenfalls in Köln. M. DuMont Schauberg betreibt den Stadtfernsehsender Köln.tv (früher center.tv). Die 1992 gegründete Action Concept Film- und Stuntproduktion GmbH in Hürth ist mittlerweile eine der größten Full-Service-Filmproduktionen für Actionformate (Alarm für Cobra 11). BBC Germany, das Deutschland-Studio der britischen BBC, befindet sich im MediaPark.
Insgesamt sind in Köln rund 350 Film- und Fernsehproduktionsfirmen sowie mehr als 600 Zulieferunternehmen angesiedelt. Zusammen mit den Fernsehsendern beschäftigen sie rund 25.000 Personen.

### Plattenlabels
Zahlreiche in Köln ansässige Firmen (u. a. Sony Music, Zomba Records, Jive uvm.) sind mittlerweile nach Berlin abgewandert, wie auch die Fachmesse für Musik und Entertainment „Popkomm“. Als teilweiser Nachfolger der Popkomm gilt die c/o pop, die sich hauptsächlich der elektronischen Musik verschrieben hat und, wie die Popkomm, parallel zum bis 2005 stattfindenden Ringfest abgehalten wird. Im zentral gelegenen MediaPark hatte bis 2010 die EMI-Tochter Electrola, eines der fünf Major Labels, ihren Hauptsitz; sie zog dann in den Kölner Westen um. Zum Repertoire des Labels gehören unter anderem Bands wie die Beatles. Das kleine Plattenlabel Eigelstein Musikproduktion wurde 1979 gegründet und ist insbesondere bekannt geworden durch seine Veröffentlichungen der Kölner Rockband BAP. Insgesamt sind in der Stadt 20 Plattenfirmen beheimatet.

## Finanzwirtschaft
Die Kölner Finanzwirtschaft setzt sich insbesondere aus Kreditinstituten, Versicherungen und anderen Finanzdienstleistern zusammen und macht Köln deutschlandweit zu einem bedeutenden Finanzzentrum. Banken und Versicherungen sind für die Kölner Wirtschaft bedeutende Wirtschaftszweige. Vom Gewerbesteuer-Anordnungs-Soll in Höhe von 816,4 Millionen Euro (2012) entfielen 131,5 Millionen (oder 16,1 %) auf Versicherungen und 70,95 Millionen Euro auf Banken (8,7 %).

### Versicherungen
In Köln sind rund 26.000 Beschäftigte in der Versicherungswirtschaft tätig. Damit ist Köln nach München der zweitgrößte Versicherungsstandort Deutschlands. Die Versicherungswirtschaft gehört mit rund 17 Prozent des Gesamtsteueraufkommens zu den drei größten Gewerbesteuerzahlern in Köln.
Viele Versicherungen haben ihren deutschen Hauptsitz in Köln:
- Albatros Versicherungsdienste
- Atradius
- AXA Konzern (5.400 Beschäftigte)
- Canada Life
- EUROPA Versicherungen
- General Reinsurance (GenRe)
- HDI-Gerling
- Gothaer
- GVV-Kommunalversicherung
- DEVK
- DKV Deutsche Krankenversicherung
- RGA International
- Roland Gruppe
- Royal International Insurance Holdings Ltd.
- SCOR

ehemalige:
- Central (bis 2020)
- Colonia (bis 1997)
- Berlin-Kölnische (bis 1997)
- VPV Versicherungen (bis 2014)
- Generali Deutschland Holding (bis 2015)

### Kreditinstitute
Kölner Banken betreuen heute Kunden mit Sitz in der Region. Köln ist einer der wichtigsten deutschen Standorte für Autobanken, auch alle übrigen Banktypen sind am Bankplatz Köln vertreten. Darunter befinden sich die Filialen der Großbanken und zweier Großsparkassen als Universalbanken, Privatbanken, Spezialbanken, eine Entwicklungsbank und eine Filiale der Bundesbank. Allein in der Straße und Umgebung von Unter Sachsenhausen befinden sich 11 Banken oder banknahe Institute. Im Jahre 2013 gab es in Köln 68 Kreditinstitute mit knapp 1.000 Filialen und 14.811 Beschäftigten. Allein die beiden Kölner Großsparkassen gehören zu den größten Arbeitgebern der Stadt.
- Sparkasse KölnBonn (rd. 4.300 Mitarbeiter in Köln)
- Kreissparkasse Köln (rd. 4.500 Mitarbeiter)
- Volksbank Köln Bonn
- PSD Bank West
- Bank für Sozialwirtschaft
- BNP Paribas Lease Group, Deutschland-Sitz
- Pax-Bank
- Ford Bank
- Toyota Kreditbank

ehemalige:
- Sal. Oppenheim (1789–2018)
- Fortis-Bank (bis 2009)
- Bankhaus J. H. Stein (1790–1987)
- Herstatt-Bank (bis 1974)
- A. Schaaffhausen’scher Bankverein (1791–1929)

## Dienstleistung

### Telekommunikation/IT
- Congstar, Discount-Tochter der Telekom Deutschland
- Media Broadcast, größtes deutsches Bild-/Tonübertragungsunternehmen
- NetCologne, regionaler Telekommunikationskonzern
- Q.beyond, IT-Dienstleister
- Unitymedia, zweitgrößter deutscher Kabelnetzbetreiber
- Eutelsat, deutsche Tochtergesellschaft des weltweit drittgrößten Satellitenbetreibers
- Expleo Technology Germany AG, IT-Dienstleister

### Logistik/Transport
- Lufthansa
- Germanwings
- Flughafen Köln/Bonn (1.800)
- Kölner Verkehrs-Betriebe (KVB) (rd. 3.200 Mitarbeiter in Köln)
- Häfen und Güterverkehr Köln (HGK) (rd. 600 Mitarbeiter in Köln)
- Köln-Düsseldorfer (KD) (rd. 220 Mitarbeiter in Köln)
- Köln-Bonner Eisenbahnen (bis 1992)
- Köln-Mindener Eisenbahn (bis 1880)
- Bonn-Cölner Eisenbahn (BCE, bis 1857)
- Rheinische Eisenbahngesellschaft (bis 1886)

### Beratungsleistung
- TÜV Rheinland
- Oppenhoff & Partner, Wirtschaftskanzlei

### Tourismus
Der Tourismus ist für Köln eine wichtige Branche; Köln gehört zu den 25 beliebtesten Städtereisezielen in Europa. Die Stadt verfügt über mehr als 30.000 Betten in rund 300 Beherbergungsbetrieben. Pro Jahr wird Köln von über 5,7 Millionen Gästen besucht, die über 3 Millionen Hotelübernachtungen in der Stadt buchen – und dabei im Mittel 1,7 Tage in der Stadt bleiben. Der Dom allein verzeichnet jährlich mehr als 6 Millionen Besucher. Mehr als 3,5 Millionen Gäste besuchten die Veranstaltungen in Köln (Events, Kulturveranstaltungen und Messen).
- DER Touristik Köln, Touristiksparte der REWE Group
- HRS, Hotelbuchungsplattform
- ITS Reisen, Reiseveranstalter
- Center Parcs Deutschland

## Konsumgüter

### Textil
- F. W. Brügelmann & Söhne, Textilfabrik, Bekleidungsgroßhandel

### Lebensmittel
- Pfeifer & Langen, Zucker
- Hitschler, Süßwaren
- Intersnack, Snack-Produkte (z. B. funnyfrisch, Chio)
- Privatbrauerei Heinrich Reissdorf, Kölsch
- Privatbrauerei Gaffel Becker & Co, Kölsch
- Cölner Hofbräu Früh, Kölsch
- SABMillers Deutschland-Zentrale, weltweit zweitgrößte Brauerei
- Opekta, Geliermittel (bis 1995)
- Stollwerck, Schokolade
- F. Blumhoffer Nachfolger, Erfrischungsgetränke (Bluna seit 1994, Afri-Cola seit 1998 im Besitz der Mineralbrunnen Überkingen-Teinach)
- Heinrich Auer Mühlenwerke, Getreidemühle (Marke: Aurora, seit 1975 Teil der Kampffmeyer Mühlen)
- Zigarettenfabrik Haus Neuerburg, Zigaretten (Marke u. a. Overstolz, seit 1977 Reynolds Tobacco)

### Gebrauchsgüter
- Rimowa, Gepäck

### Handwerkserzeugnisse
- Joh. Schlösser Wachsbleiche und Kerzenfabrik

## Energiewirtschaft/Versorger
- E WIE EINFACH, bundesweiter Strom- und Gasanbieter
- RWE Power (früher: Rheinbraun; rd. 5.200 Mitarbeiter in Köln)
- RheinEnergie (rd. 3.100 Mitarbeiter in Köln)
- Yello Strom, bundesweiter Strom- und Gasanbieter

## Forschung
Auch als Forschungsstandort ist Köln bekannt. Die Max-Planck-Gesellschaft betreibt in Köln vier Institute: für Gesellschaftsforschung, für neurologische Forschung und für Pflanzenzüchtungsforschung. Das Max-Planck-Institut für Biologie des Alterns hat 2013 auf dem Gelände der Universitätsklinik sein neues Institutsgebäude bezogen; es ist eingebunden in das Regionale Life Science Cluster, das sich auf die Erforschung des Alters und altersassoziierter Erkrankungen konzentriert.
Das Institut der deutschen Wirtschaft ist seit 1951 in Köln angesiedelt. Das arbeitgebernahe Wirtschaftsforschungsinstitut leistet in 11 Wissenschaftsfeldern Forschungsarbeit, dabei unter anderem im Bereich Internationale Wirtschaftsordnung, Finanzmärkte und Tarifpolitik.
Außerdem hat das Deutsche Zentrum für Luft- und Raumfahrt mit zahlreichen Forschungseinrichtungen seinen Hauptsitz im Kölner Südosten, im Stadtteil Porz.

## Lokale Wirtschaft

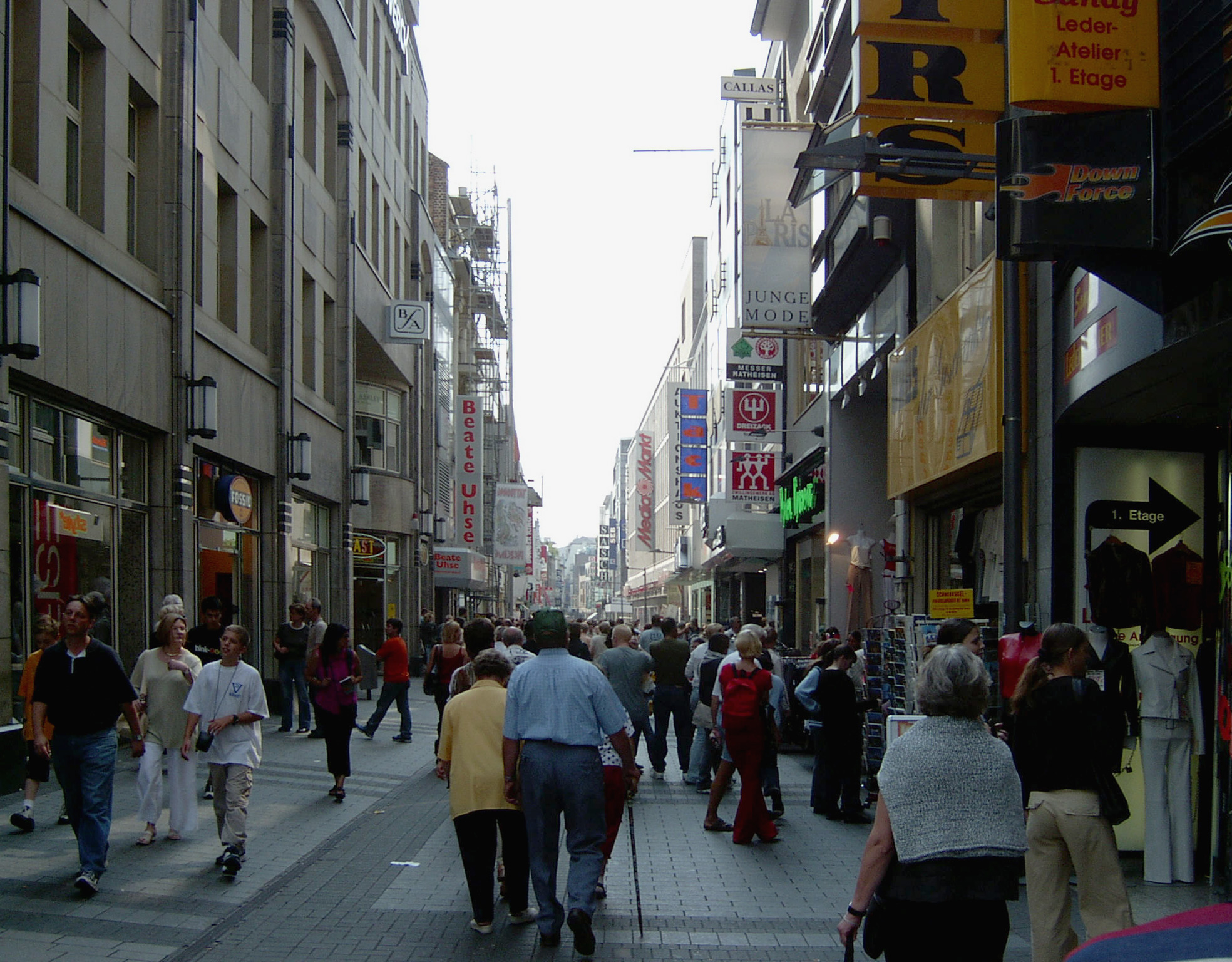
Hohe Straße in Köln (Einkaufsstraße)

Eine Million Einwohner, zusätzlich noch über 220.000 Pendler, darüber hinaus auch Touristen und Geschäftsreisende erbringen für die Stadt hohe Steuereinnahmen und Kaufkraft.
Viele Kölner Unternehmen zeigen auch in ihren Firmennamen und Logos den Bezug zu ihrer Stadt, es gibt 57 Firmen mit dem Namen Colonia, andere Firmen tragen die beiden Kirchturmspitzen des Kölner Doms oder das Kölner Wappen in ihrem Firmensignet.
Wesentliche wirtschaftspolitische Interessen der Stadt Köln, wie etwa die Gründung des Mediaparks, werden über die Beteiligungen der Stadt Köln wahrgenommen, insbesondere über die Sparkasse KölnBonn und der Koelnmesse; daneben auch über andere städtische Beteiligungen, die unter dem Dach der Stadtwerke Köln und ihrer Konzernmutter GEW Köln organisiert sind.